# Припливне руйнування
Припливне руйнування (англ. tidal disruption event, TDE) — астрономічне явище, яке відбувається, коли зоря наближається досить близько до надмасивної чорної діри, щоб бути зруйнованою її приливною силою в ході ефекту спагетифікації. Частина маси зорі може бути захоплена акреційним диском навколо чорної діри, що призведе до тимчасового спалаху електромагнітного випромінювання рід час поглинання чорною дірою речовини з диску. Іноді зоря може вижити після зустрічі з надмасивною чорною дірою, утворивши залишок, - такі події називаються частковим припливним руйнуванням.

## Теорія
Фізик Джон Арчибальд Вілер припустив, що розпад зорі в ергосфері чорної діри може призвести до прискорення вивільненого газу до релятивістських швидкостей. Вілеру вдалося застосувати релятивістське узагальнення класичної ньютонівської задачі про приливне руйнування до околиць чорної діри Шварцшильда або Керра. Однак ці ранні роботи обмежували свою увагу моделями нестиснюваних зір або зорями, які лише частково потрапляють у радіус Роша, умовами, за яких припливи мали б малу амплітуду.
У 1976 астрономи Юхан Франк і Мартін Ріс з Кембриджського інституту астрономії досліджували можливість існування чорних дір у центрах галактик і кулястих скупчень, визначивши критичний радіус, під яким зорі збурюються та поглинаються чорною дірою, припускаючи, що можна спостерігати ці події в певних галактиках. Однак вони не запропонували жодної точної моделі чи симуляції.
Цей спекулятивний прогноз і відсутність теоретичних інструментів на початку 1980-х років зацікавили Жана-П’єра Люміне та Брендона Картера з Паризької обсерваторії, які винайшли концепцію припливного руйнування. Їхні перші роботи були опубліковані в 1982 році в журналі Nature і в 1983 році в Astronomy & Astrophysics. Авторам вдалося описати припливні збурення в активних галактичних ядрах на основі моделі «спалаху зоряного млинця» (за виразом Люміне) у припливному полі надмасивної чорної діри. Пізніше, у 1986 році, Люміне і Картер опублікували в журналі Astrophysical Journal Supplement аналіз, який узагальнював попередні дослідження «спагетування» і «млинців» та вказував на інші випадки припливного руйнування.

## Спостереження
У 1990 за допомогою рентгенівського супутника ROSAT були виявлені перші кандидати на припливне руйнування. Кандидатами у події припливного руйнування, зокрема, вважаються потужні джерела ультрафіолетового або видимого світла, які не вдається пояснити іншими механізмами.
Теорія припливного руйнування була застосована до пояснення наднової SN 2015L, яка вибухнула незадовго до падіння під горизонт подій масивної чорної діри.
Усі відомі кандидати на припливне руйнування перераховані у «Відкритому каталозі подій припливного руйнування» (The Open TDE Catalog), який веде Гарвардський астрономічний центр.
У вересні 2016 команда з Університету науки і техніки Китаю в Хефеї оголосила про спостереження припливного руйнування за даними інфрачервоної космічної місії WISE. Інша команда з Університету Джона Гопкінса в Балтиморі, США, виявила ще три події припливного руйнування. В усіх випадках астрономи припустили, що релятивістський джет, створений зруйнованою зорею, буде випромінювати ультрафіолетове та рентгенівське випромінювання, яке поглинатиметься пилом, що оточує чорну діру, і перевипромінюватиметься в інфрачервоному діапазоні. Подібне інфрачервоне випромінювання справді було виявлено і навіть було застосовано для оцінки розміру чорної діри, яка поглинає зорю.
У вересні 2019 вчені, які використовували супутник TESS, оголосили, що вони стали свідками явища припливного руйнування під назвою ASASSN-19bt на відстані 375 мільйонів світлових років.
У липні 2020 року було повідомлено про спостереження кандидата на «сильну приливну подію» з дуже жорстким спектром випромінювання поблизу ядра галактики NGC 6297.

## Радіус припливного руйнування
Радіус приливного руйнування, {\displaystyle R_{T}} це відстань, на якій чорна діра маси {\displaystyle M_{BH}} зруйнує припливними силами зорю радіусом {\displaystyle R^{*}} і масою {\displaystyle M^{*}}. Він приблизно відповідає розміру порожнини Роша зорі і за порядком величини дорівнює:
{\displaystyle R_{T}\approx R^{*}({\frac {M_{BH}}{M^{*}}})^{\frac {1}{3}}}
Зазвичай радіус приливного руйнування чорної діри більший за її гравітаційний радіус, {\displaystyle R_{S}={\frac {2GM}{c^{2}}}}. Лише для дуже масивних чорних дір RT стає меншим за RS, і це означає, що зоря зникне під горизонтом подій раніше, ніж її розірвуть припливні сили.

## зовнішні посилання
- Відкритий каталог припливне руйнування, каталог заявлених подій приливних зривів.